# Il ponte ad Argenteuil
Il ponte ad Argenteuil è un dipinto a olio su tela (60,5x80 cm) realizzato nel 1874 dal pittore francese Claude Monet.
È conservato nel Museo d'Orsay di Parigi.
Nel 1871 Monet si trasferisce ad Argenteuil grazie all'aiuto finanziario di Édouard Manet: qui dipinge insieme agli altri impressionisti (Pierre-Auguste Renoir, Alfred Sisley, Camille Pissarro e Claude Monet).
Sullo stesso oggetto si cimentano contemporaneamente Monet, Renoir, Sisley, Gustave Caillebotte, Manet e Berthe Morisot.